# Lalamusa
Lalamusa ou Lala Musa (en ourdou : لالہ موسیٰ) est une ville pakistanaise, située dans le district de Gujrat, dans le nord de la province du Pendjab. C'est la troisième plus grande ville du district.
La ville est située pratiquement exactement à mi-chemin entre Islamabad, la capitale du pays, et Lahore, la deuxième plus importante ville, et se trouve sur la Grand Trunk Road. La ville est également située sur la ligne de chemin de fer Rawalpindi-Lahore.
La population de la ville a été multipliée par plus de deux entre 1972 et 2017 selon les recensements officiels, passant de 35 430 habitants à 91 542. Entre 1998 et 2017, la croissance annuelle moyenne s'affiche à 2,2 %, un peu inférieure à la moyenne nationale de 2,4 %. En 2023, la population de la ville monte à 121 036 habitants.
|            | 1972 (rec.) | 1981 (rec.) | 1998 (rec.) | 2017 (rec.) | 2017 (rec.) |
| ---------- | ----------- | ----------- | ----------- | ----------- | ----------- |
| Population | 35 430      | 46 626      | 59 996      | 91 542      | 121 036     |